# 大阿格里皮娜
（维普萨尼娅）大阿格里皮娜（意为日耳曼尼库斯的阿格里皮娜），约公元前14年 – 公元33年）是儒略-克劳狄王朝的重要成员。她是玛尔库斯·维普撒尼乌斯·阿格里帕（第一位罗马皇帝奥古斯都的亲密支持者）和奥古斯都之女大茱莉亚的女儿。她的兄弟卢修斯和盖乌斯·凯撒都是奥古斯都的养子，并一直被指定为他的继承人直到他们分别在公元2年和4年去世。在他们去世后，她的堂兄弟日耳曼尼库斯于公元4世纪被提比略——奥古斯都的养子——收养 （提比略也于公元4世纪被奥古斯都收养，以完善其身后的顺位继承谱系）。由于这次收养，阿格里皮娜被指婚给日耳曼尼库斯，以拉近他与尤里乌斯家族的关系。
在日耳曼尼库斯的其职业生涯中，大阿格里皮娜一直追随其左右，无论他在哪里都带着孩子们与他同行。公元14年，日耳曼尼库斯被派往高卢担任总督和将军，随后临终时的奥古斯都将她的儿子小盖乌斯送至她身边。大阿格里皮娜喜欢给他穿一套小士兵的装束，为此小盖乌斯赢得了“卡利古拉”（“小军靴”）的昵称。三年后，他们返回罗马，她的丈夫在公元17年5月26日因其胜利被授予凯旋式。次年，日耳曼尼库斯被派去治理东方省份，其掌权期间与叙利亚总督格奈乌斯·卡尔普尔尼乌斯·皮索发生冲突。在这场争斗中，她的丈夫于公元19年10月10日因病去世。
日耳曼尼库斯在安提阿被火化，她将他的骨灰运回罗马，并安葬在奥古斯都陵墓中。大阿格里皮娜声称她的丈夫是被被谋杀的，动机极有可能是提比略为了推动自己的儿子德鲁苏斯·尤里乌斯·凯撒（“小德鲁苏斯”）作为继承人。她效仿她的继祖母莉薇娅，在日耳曼尼库斯去世后的时间里支持她的儿子尼禄和德鲁苏斯·凯撒的事业。这使得她和她的儿子们与强大的禁卫军长官卢基乌斯·埃利乌斯·塞扬努斯产生了冲突，后者从公元26年开始通过冠以大阿格里皮娜同党以谋反和性行为不检等罪名来排除他们。大阿格里皮娜和尼禄与塞扬努斯的对立最终导致她和尼禄在公元29年被流放。尼禄被流放到蓬扎岛，她被流放到潘达特里亚岛后于公元33年饿死。

## 冠名
根据罗马的习俗，父母和孩子共享相同的氏族名和家族名，同一家族中的女性会共享相同的名字。因此，玛尔库斯·维普撒尼乌斯·阿格里帕与阿提卡的第一个女儿被命名为维普萨尼娅·阿格里皮娜。为了将阿格里帕和大茱莉亚的女儿与他们的孙女朱莉娅·阿格里皮娜区分开来，历史学家称这位女儿为“大阿格里皮娜”（Agrippina Maior）。 同样地，阿格里皮娜的女儿被称为“小阿格里皮娜”（Minor）。像她的父亲一样，大阿格里皮娜避免使用她的姓“维普萨尼娅”，并且没有发现她在铭文中使用过“维普萨尼娅”。罗迪亚波利斯的一块铭文记录了她的姓为“尤利亚”，尽管这似乎是一个错误。

## 身世背景

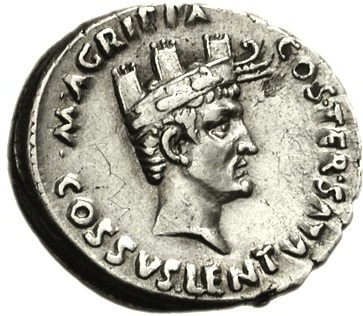
一枚描绘阿格里帕佩戴壁形金冠和海战金冠的银币

大阿格里皮娜的父亲马库斯·维普萨尼乌斯·阿格里帕是奥古斯都（当时被称为“屋大维”）的早期支持者。他是奥古斯都军队中的关键将领，在对抗塞克斯图斯·庞培和马克·安东尼的战争中指挥部队。从皇帝统治初期开始，阿格里帕就被信任管理东部省份的事务，甚至在公元前23年奥古斯都病危时被赋予了奥古斯都的印章戒，这表明如果奥古斯都去世，他将成为第一公民，并可能将统治直到皇帝的侄子马库斯·克劳狄乌斯·马塞勒斯成年。然而，马塞勒斯在那一年死于罗马的一场流行病。
随着马塞勒斯的去世，奥古斯都安排阿格里帕与他的女儿大茱莉娅结婚，大茱莉亚此前是马塞勒斯的妻子。公元前18年，阿格里帕被赋予“保民官权力”，这是一种只有皇帝及其直接继承人才有希望获得的权力，首次被赋予这种权力的人是尤里乌斯·凯撒。保民官权力使阿格里帕能够控制参议院，在参议院通过重要法案。尽管他缺乏一些皇帝的权力和权威，但他正接近共治者的地位。
公元前17年，阿格里帕的第二个儿子卢修斯出生后，卢修斯和他的兄弟盖乌斯被奥古斯都一同收养。在他们被收养的那个夏天，奥古斯都举行了有史以来第五次“百年祭”。卡西乌斯·狄奥表示，在百年祭期间收养这些孩子旨在引入一个新的和平时代——罗马治世。阿格里帕对他们被收养有何看法尚不得而知。这件事过后，阿格里帕被派往治理东部省份，并带着他的家人们一同前往。

## 早年经历及其家族
大阿格里皮娜于公元前14年出生，是马库斯·维普萨尼乌斯·阿格里帕和大茱莉娅之女。她有几个兄弟姐妹，包括同父异母的姐妹维普萨尼娅·阿格里皮娜、维普萨尼娅·阿提卡、维普萨尼娅·马塞拉和维普萨尼娅·马塞利娜（她们是阿格里帕与另两位妻子蓬波尼亚·凯西利亚·阿提卡和大克劳迪娅·马塞拉所生）；还有四个同父同母的兄弟姐妹，其中三个兄弟分别为：盖乌斯、卢修斯和波斯图穆斯·阿格里帕（他们都被奥古斯都收养了；盖乌斯和卢修斯在公元前17年卢修斯出生后一同被收养；波斯图穆斯则在公元4年被收养），还有一个妹妹小尤莉娅。
大阿格里皮娜是儒略-克劳狄王朝的重要成员。从其母系看，她是奥古斯都的小孙女，同时也是提比略的继女 （因她母亲与提比略的婚姻）。她还是克劳狄乌斯的嫂子，克劳狄乌斯是她丈夫日耳曼尼库斯的兄弟。她的儿子小盖乌斯，更广为人知的名字是“卡利古拉”，将成为罗马帝国第三位皇帝，她的孙子尼禄将是该王朝的最后一位皇帝。
公元前13年，她的父亲返回罗马，并很快被派往潘诺尼亚镇压叛乱。阿格里帕于公元前12年冬季到达那里，但潘诺尼亚人在同年就放弃了抵抗。阿格里帕返回意大利的坎帕尼亚，不久后因病去世。在父亲去世后，大阿格里皮娜在奥古斯都的家中度过了剩下的童年时光，并且她的行动受到了严格的控制。
公元前13-12年发行的货币（金币和银币），清楚表明她的兄弟盖乌斯和卢修斯是奥古斯都的预定继承人。他们的已故的父亲显然已无法在皇帝去世时接管权力，奥古斯都因此不得不明确他的预定继承人，以防万一。卢修斯和盖乌斯的军事和政治生涯一直在稳步推进，直到他们分别在公元2年和4年去世。
她的兄弟去世后，奥古斯都不得不寻找其他继承人。尽管他最初考虑了一段时间将大阿格里皮娜的堂兄弟日耳曼尼库斯作为潜在人选，但莉薇娅（奥古斯都的妻子）说服奥古斯都收养了提比略（莉薇娅与第一任丈夫提比略·克劳狄乌斯·尼禄的儿子）。尽管奥古斯都收养了提比略，但前提是提比略必须先收养日耳曼尼库斯，使日耳曼尼库斯成为继承顺序中的第二位。作为收养的附带条件，大约在次年，大阿格里皮娜被指婚给了日耳曼尼库斯。
大阿格里皮娜与她的丈夫日耳曼尼库斯育有九个孩子：尼禄·尤里乌斯·凯撒、德鲁苏斯·尤里乌斯·凯撒、提比略·尤里乌斯·凯撒、一个未知名的孩子（通常被称为Ignotus，意为不明或无知）、大盖乌斯、皇帝卡利古拉（小盖乌斯）、皇后小阿格里皮娜、尤利亚·德鲁西拉和尤利亚·利维拉。她的孩子中有六个成年，提比略和Ignotus在婴儿时期夭折，大盖乌斯也在幼年早期夭折。

## 婚姻

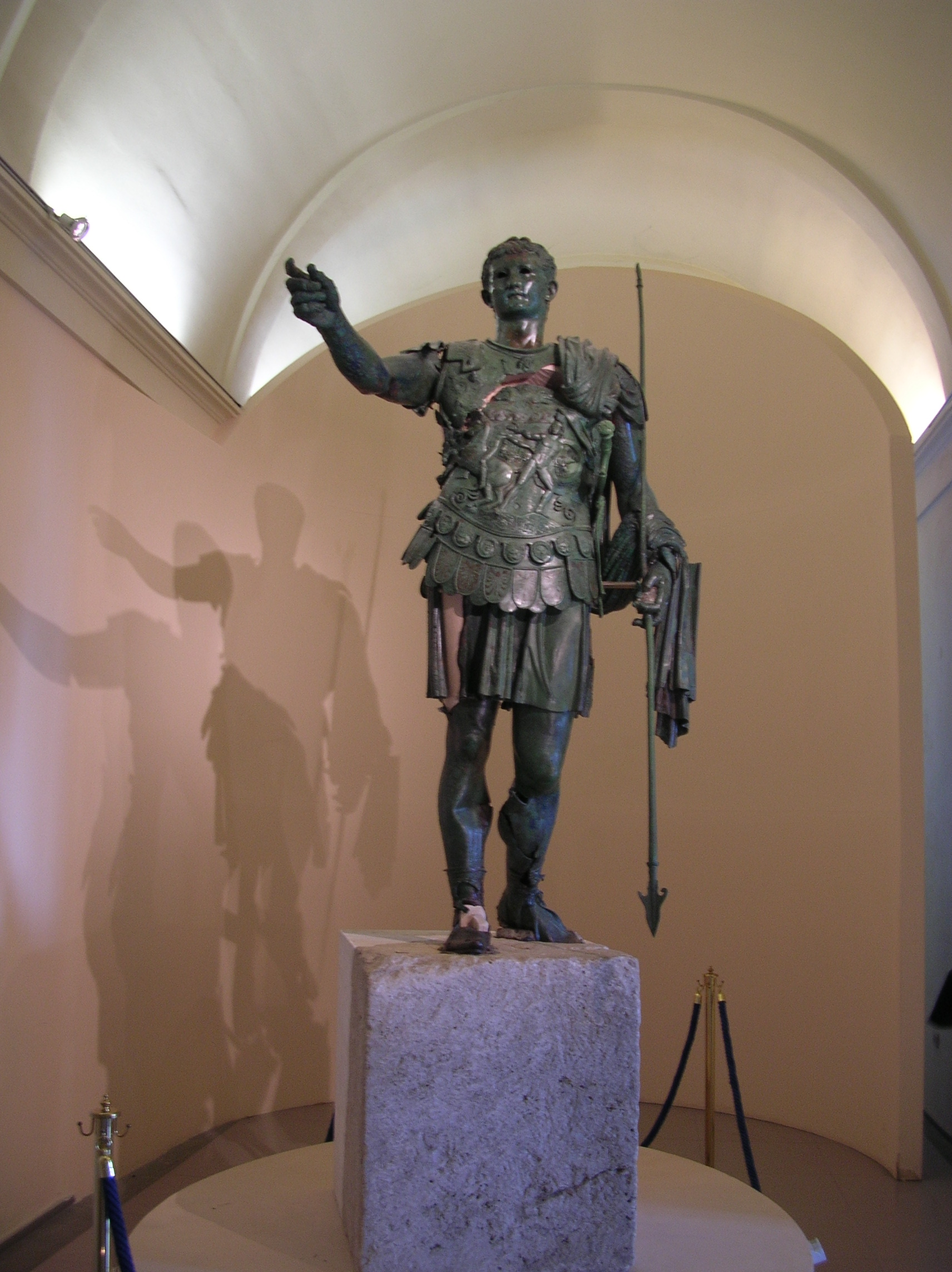
大阿格里皮娜的丈夫日耳曼尼库斯的青铜雕像，来自翁布里亚的阿梅利亚

大阿格里皮娜的丈夫日耳曼尼库斯的军旅生涯始于公元6年在潘诺尼亚和达尔马提亚爆发的巴托起义。在日耳曼尼库斯的整个行军生涯中，大阿格里皮娜一直带着孩子们与丈夫同行。日耳曼尼库斯的官阶沿着罗马晋升体系稳步上升，直到在公元12年被任命为执政官。次年，他被赋予统帅高卢和莱茵河上军队的指挥权，共计八个军团。
公元14年5月18日，奥古斯都从罗马遣送她一岁的儿子小盖乌斯去高卢与她团聚。当时她怀孕了，而日耳曼尼库斯正于高卢各地征税，因此，可能是为了她的安全，她被留在了一个秘密地点。奥古斯都让护送小盖乌斯的随行人员为她送来了一封信，信中写道：
昨天我与塔拉留斯和阿西林纳斯商定，会在六月朔日前十五天将你的孩子盖乌斯送来，如果诸神意愿如此。同行的是我的一个外科医生奴仆，并且我也写了信给日耳曼尼库斯让他留下这个孩子，如果他乐意的话。再见，我的阿格里皮娜，务必保重，并健康地去到你的日耳曼尼库斯身边。
同年8月19日，奥古斯都在坎帕尼亚逝世，提比略继承皇位。在日耳曼尼库斯向提比略宣誓效忠时，莱茵河上的部队发生了哗变。在哗变期间，大阿格里皮娜准备带着他们的第六个孩子小盖乌斯到附近的一个更安全的城镇躲避战乱。他身着完整的军装，包括军团士兵的平头钉靴子（caligae）。这些军用小靴为小盖乌斯赢得了“卡利古拉”（意为“小军靴”）的昵称，并为大阿格里皮娜和孩子赢得了士兵们的同情。塔西佗认为她的行动平息了哗变（《塔西佗年纪》，1.40-4）。
哗变结束后，日耳曼尼库斯允许士兵们随意（残忍）处决叛乱首脑，然后带领他们对抗日耳曼部落。也许是为了防止未来的哗变，在与日耳曼部落交战期间，日耳曼尼库斯一直留在高卢后方指挥，直到公元16年被提比略召回罗马。他取得的战果为他在罗马人民中赢得了极高的声誉，并在公元17年5月26日被授予凯旋式。

### 寡居期

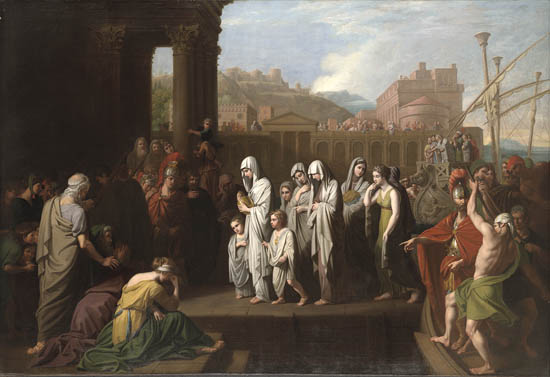
本杰明·韦斯特，《阿格里皮娜携日耳曼尼库斯的骨灰在布林迪西登陆》（1768年），油画，耶鲁大学美术馆，纽黑文

公元18年，日耳曼尼库斯被派往治理东方省份（与阿格里帕多年前的任命相同），大阿格里皮娜遂随家人前往。在东行途中，她怀孕了，并在前往叙利亚的途中，在莱斯沃斯岛上生下了她最小的女儿朱莉娅·利维拉。岛上发现了颂扬她生育能力的铭文。
提比略派遣格奈乌斯·卡尔普尼乌斯·皮索协助她的丈夫，并任命他为叙利亚省长。在那里期间，日耳曼尼库斯积极管理东部地区。皮索与日耳曼尼库斯的关系并不融洽，随后更是恶化。公元19年，日耳曼尼库斯命令皮索离开该省份，皮索一开始执行了这一命令，但在返回罗马的途中，他在叙利亚海岸附近的科斯岛停留。大约在这个时候，日耳曼尼库斯病倒了，他于公元19年10月10日在安提阿去世。有谣言传出皮索按照皇帝的命令毒害了她的丈夫。
日耳曼尼库斯在安提阿的市民广场被火化后，大阿格里皮娜亲自护送丈夫的骨灰返回罗马。运送骨灰的过程中，全国陷入哀悼。在她抵达意大利南部的布林迪西港时，遭遇了大批同情者的簇拥；鉴于她作为总督将军夫人的地位，皇帝提供了一支禁卫军作为护卫。当她路过每个城镇时，当地的人民和地方官员都出来表示敬意。提比略的儿子小德鲁苏斯、克劳狄乌斯和执政官也前来加入这一行列。当她到达罗马后，她丈夫的骨灰被安葬在奥古斯都陵墓。提比略和莉薇娅并没有露面。

## 在日耳曼尼库斯去世后的生活

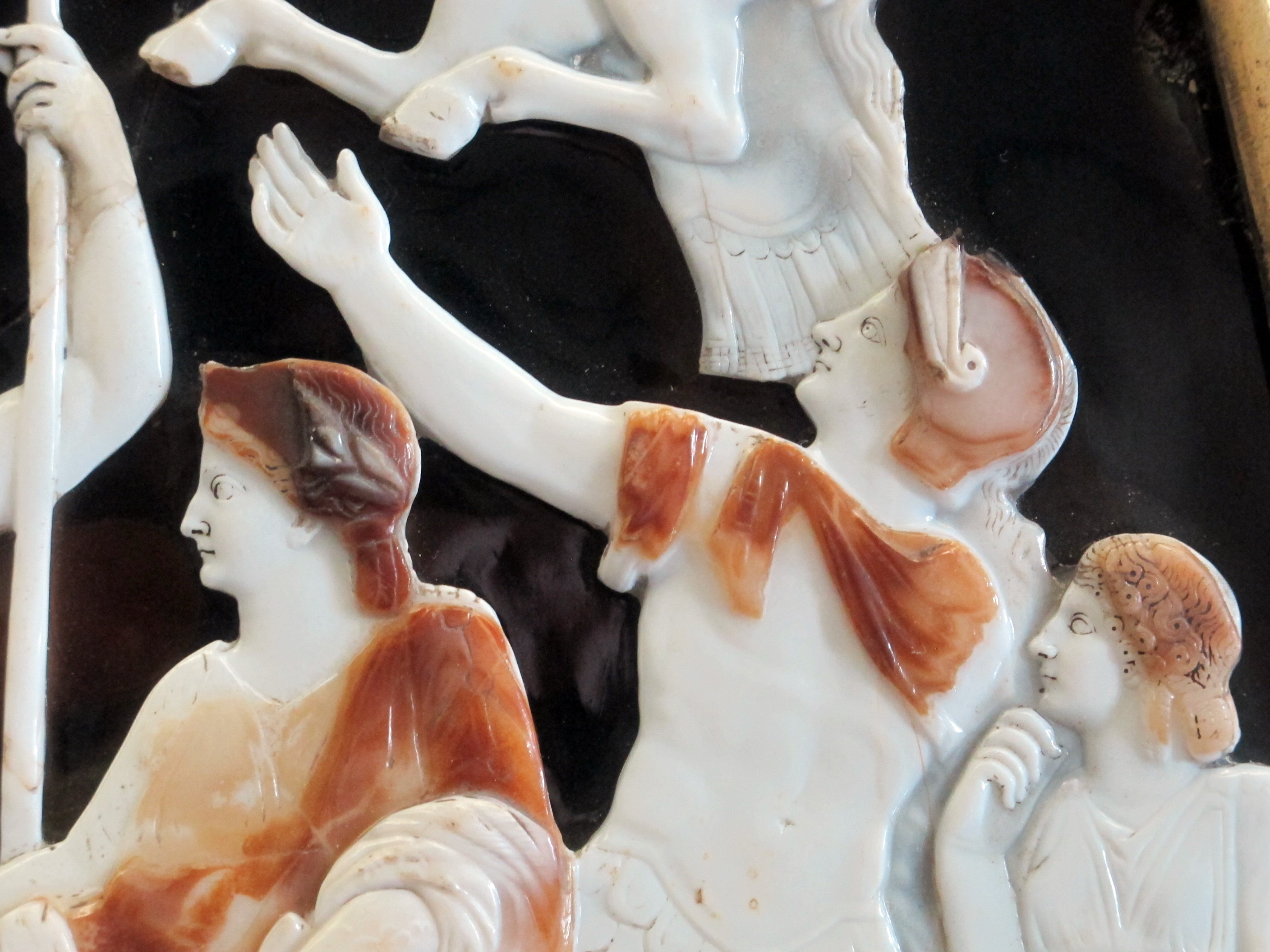
法兰西大宝石浮雕，莉薇娅（左），德鲁苏斯（中），和大阿格里皮娜（右）

阿格里皮娜与日耳曼尼库斯的婚姻曾有助于帝国家族的联合，随着日耳曼尼库斯的去世，她与皇帝再无家族联系，因此她有动机怀疑提比略参与了谋害她丈夫的阴谋。历史学家理查德·阿尔斯顿指出，提比略或莉薇娅可能是导致大阿格里皮娜的妹妹小朱莉娅被流放及波斯图穆斯之死的幕后黑手。他提到大阿格里皮娜的母亲在公元14年流放期间绝食自尽，将她的死与提比略对她的轻蔑联系起来。
阿格里皮娜公开表达了她的感受，声称日耳曼尼库斯被谋杀是为了推动小德鲁苏斯成为提比略的继承人，并担心小德鲁苏斯的双胞胎儿子将取代她自己的儿子在继承顺序中的地位。
大约在这个时候，提比略的禁卫军長官塞扬努斯在罗马变得强大，并开始与小德鲁苏斯发生冲突。虽然冲突的确切原因不明，但冲突在小德鲁苏斯于公元23年9月14日看似自然的死亡后结束。在提比略的儿子去世后，大阿格里皮娜开始推动她儿子们的事业，他们都是提比略的潜在继承人。为了实现这一目标，在别人的建议下，大阿格里皮娜委托订做了一块多彩宝石浮雕（现称法兰西大宝石浮雕）作为礼物献给提比略。这件雕刻作品将日耳曼尼库斯的家族置于皇帝周围，旨在说服提比略选择她的孩子作为他的继承人。
最终，由于儿子的去世，提比略还是选择了大阿格里皮娜的孩子们为继承人。这是一个合乎逻辑的选择，因为他们是其养子日耳曼尼库斯的儿子，而提比略的孙子们还太年轻。据塔西佗说，尼禄在元老院中越来越受欢迎，部分原因是因为他与父亲的相似。她孩子们的崛起对西扬努斯的地位构成了威胁。因此，西扬努斯开始在皇宫中散布关于大阿格里皮娜的谣言。接下来的几年里，西扬努斯与大阿格里皮娜及其儿子之间的敌意日益加剧。这迅速地在贵族之间引发了日耳曼尼库斯家族与西扬努斯之间的派系斗争。

### 政治对抗

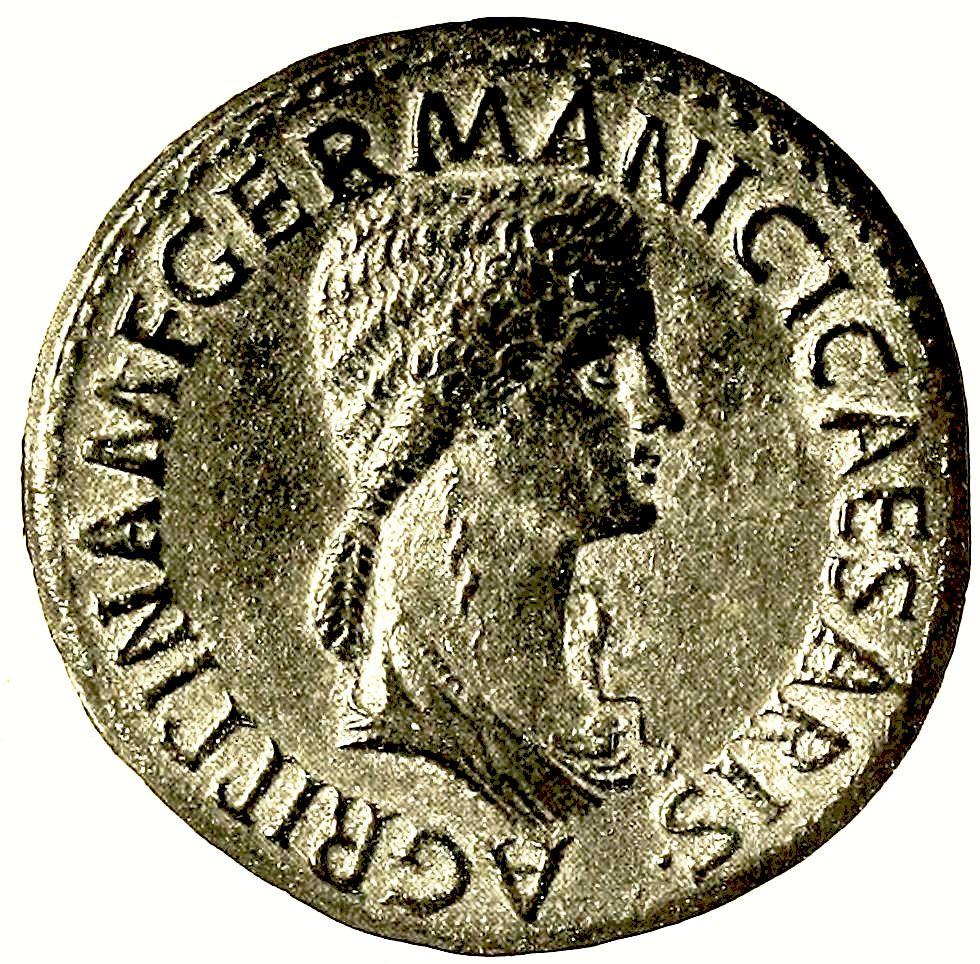
正面刻有大阿格里皮娜形象的青铜塞斯特币

公元24年新年那天，塞扬努斯让祭司和地方行政官除了为皇帝祈祷外，还为尼禄和德鲁苏斯的健康祈祷。提比略对此大为不满，并在参议院中表达了他的不快。此外，他还审问了帕拉蒂尼山的祭司们。其中一些组织祈祷仪式的祭司是大阿格里皮娜和日耳曼尼库斯的亲戚。这使得提比略对她产生了怀疑，并改变了他对她及其年长儿子的态度，但对卡利古拉并非如此。
公元25年，塞扬努斯向皇帝请求与利维拉结婚，这表明了他的野心。利维拉是皇帝的侄女，这将使他成为皇室家族的一员，但他的请求被拒绝了。这次拒绝对塞扬努斯来说本该是个巨大的损失，但帝国内部的分裂日益恶化，关系糟糕到大阿格里皮娜因担心在提比略的宴会上被下毒而拒绝进食。她还询问提比略是否可以允许她再婚，这也被拒绝了，因为如果允许他们两人中的任何一个结婚，都可能威胁到提比略满意的继承顺序。通过拒绝塞扬努斯的请求，提比略明确表示，他对由日耳曼尼库斯的子女和他自己的孙子作为他的继承人这点十分满意。如果塞扬努斯与利维拉结婚，他们的孩子将提供另一条可能的继承线。大阿格里皮娜的请求暗示她需要一个来自皇室之外的男性来作为可能的帝国继承人的保护者和继父，这是一个强大的位置。这也是一个含蓄的训诫：提比略应当是皇室的监护人。
提比略处于一个进退两难的位置。他面临着家庭和朋友之间的冲突。他的解决方案是出人意料的。公元26年，他彻底离开罗马，退隐到那不勒斯湾的卡普里岛，切断了与各派系的联系，放弃了政治。他把罗马交给了塞扬努斯管理，这让塞扬努斯可以自由攻击他的政治对手。

### 没落
在提比略离开罗马后，塞扬努斯及其支持者对大阿格里皮娜及其同党进行政治审查。她的许多朋友和追随者被持续增多的控告者起诉犯有“叛国罪”。控告性行为不检和腐败也很常见。公元27年，大阿格里皮娜被软禁在赫库兰尼姆古城郊外的别墅中。
公元28年，元老院投票决定建立仁慈和友谊祭坛。当时，仁慈被视为统治阶级的美德，因为只有强者才能给予仁慈。友谊祭坛两侧摆放着塞扬努斯和提比略的雕像。截止目前，他与提比略的连系已经密切到罗马社会中有人为他竖立雕像，并为他祈祷和献祭的地步。塞扬努斯的生日宴规格也堪比皇室成员。根据理查德·奥尔斯顿的说法，“塞扬努斯与提比略的交往至少向人们表明他将得到进一步的晋升。”
塞扬努斯直到利维亚在公元29年去世后才开始对大阿格里皮娜发动最后的攻击。塔西佗报道称，提比略给元老院送了一封信，谴责阿大格里皮娜的傲慢和自大态度，以及尼禄参与可耻的性活动。直到接到提比略的明确指示，元老院才开始对她或她儿子进行极其不得人心的起诉。尽管有公众的强烈反对，大阿格里皮娜和尼禄被宣布为人民公敌（hostes）并被流放；尼禄被流放到蓬扎岛，在公元31年被杀害或被怂恿自杀，大阿格里皮娜被流放到潘达塔里亚岛（与她母亲被流放的同一地方）。
苏埃托尼乌斯说，当大阿格里皮娜在潘达塔里亚岛上时，她在被一名百夫长殴打时失去了一只眼睛。她一直留在岛上直到公元33年去世。关于她的死有不同的说法。据说她是饿死的，但不确定这是否是自愿的。塔西佗说，为了使她的死看起来像是自杀，有人故意不给她食物。

## 身后事

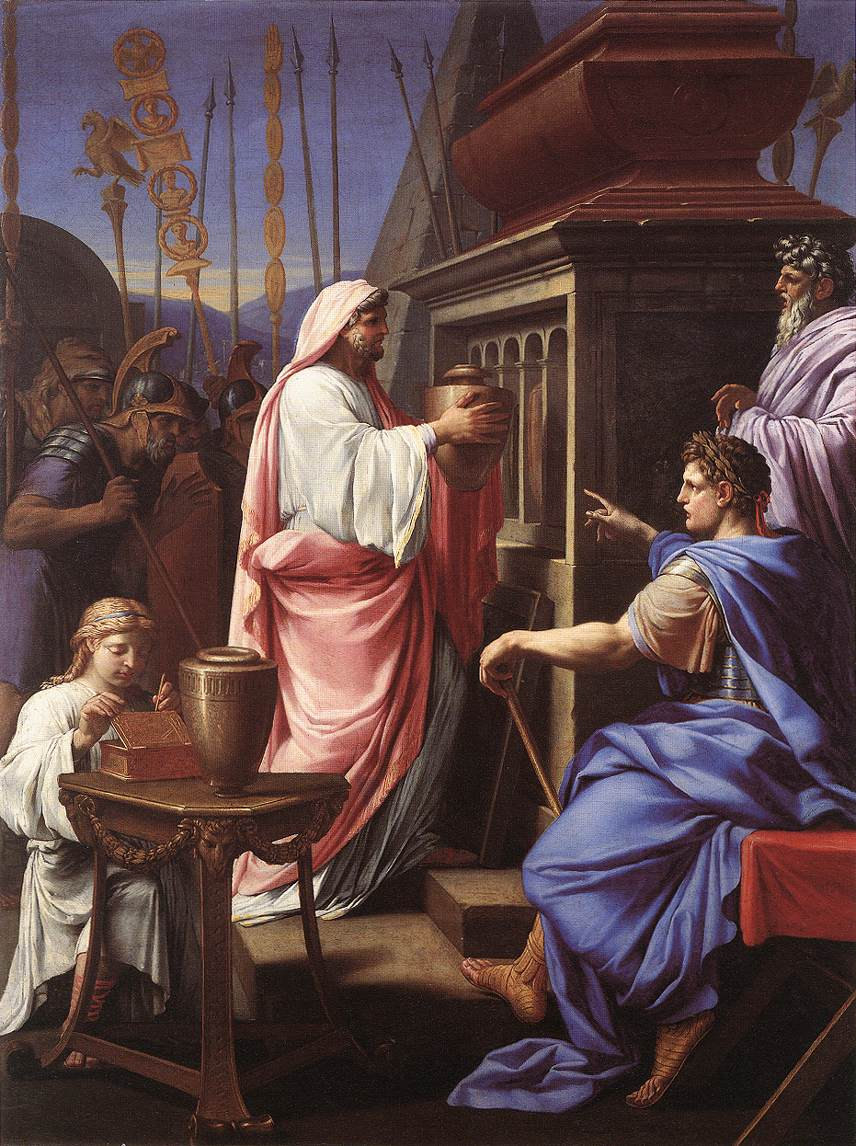
《卡利古拉将他母亲和兄弟的骨灰安置在祖先的墓中》，尤斯塔什·勒絮尔绘（1647年）

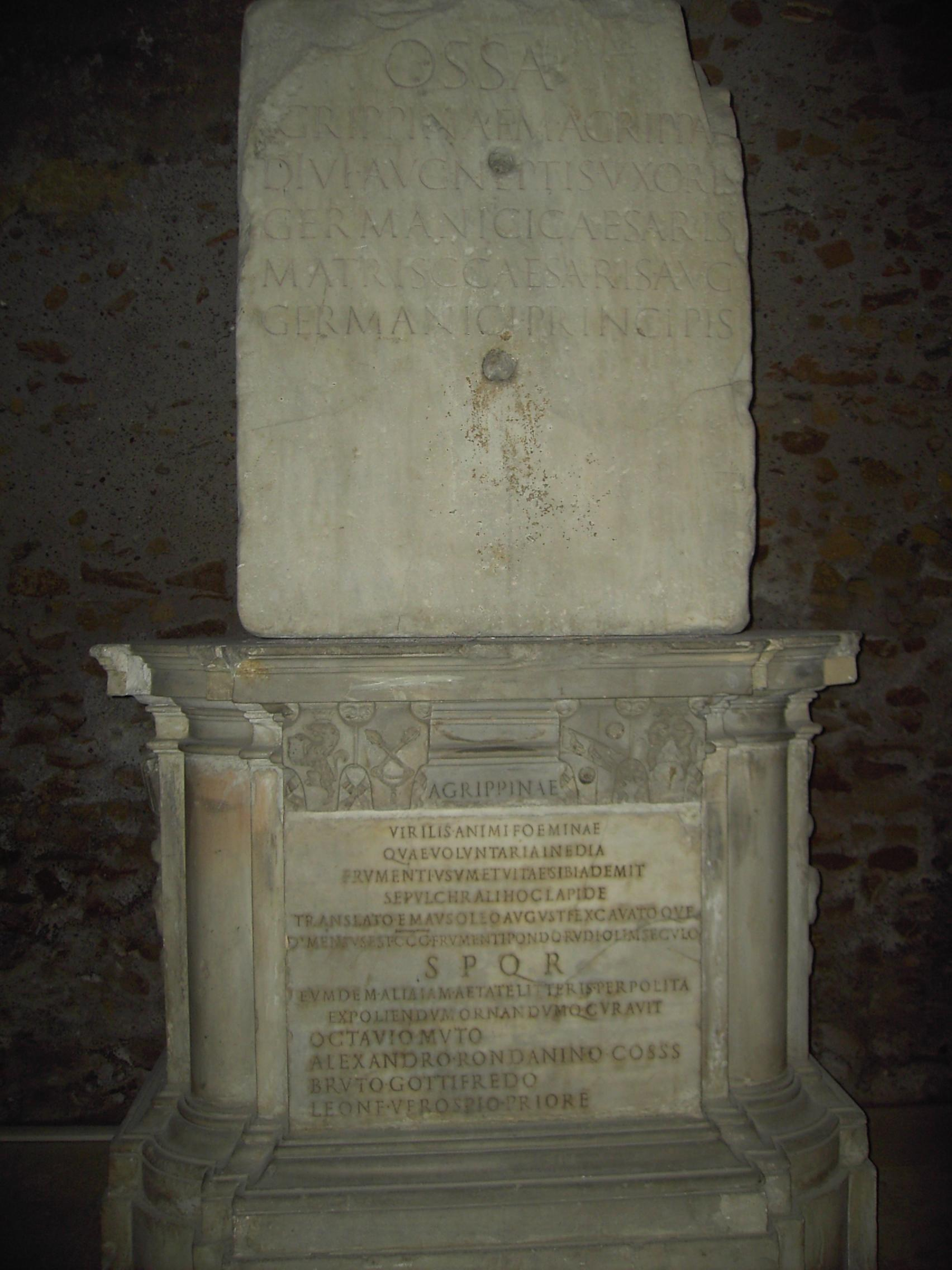
大阿格里皮娜骨灰瓮，现存于罗马国家档案馆附近的卡比托利欧博物馆中的康塞尔瓦托里宫

大阿格里皮娜的儿子德鲁苏斯后来也因性行为不端被流放。塞扬努斯在尼禄死后不久的公元31年10月突然失势并被草率处决，其确切原因至今不明。阿尔斯顿提出，塞扬努斯可能是在提比略的支持下行动，以剔除日耳曼尼库斯家族的权力，他指出，即使在塞扬努斯去世后，大阿格里皮娜和德鲁苏斯仍被留在流放地。
大阿格里皮娜年长儿子的去世使她最年轻的儿子卡利古拉成为继承人，他在提比略公元37年去世后成为了皇帝。小德鲁苏斯的儿子提比略·杰梅勒斯被他的祖父提比略召唤到卡普里岛，在那里他和卡利古拉被立为共同继承人。当卡利古拉掌权后，他收养了杰梅勒斯，但不久之后因杰梅勒斯密谋反对他而将其杀害。据菲洛所说，这是卡利古拉的阴谋。
成为皇帝后，卡利古拉扮演了一个尽职的儿子和兄弟的角色，公开展示了他的孝心。他前往庞蒂亚和潘达塔里亚岛以恢复大阿格里皮娜和尼禄的遗骸。恢复尼禄的骨骸并不容易，因为它们已被分散和埋葬。此外，他的航程风波不断；然而，这项艰难的任务使他的奉献看起来更加伟大。骨灰被带到奥斯提亚，从那里被运上台伯河，送往罗马战神广场，骑士们将它们放在灌木枝上，与日耳曼尼库斯的骨灰一起葬入奥古斯都陵墓中。这一举措让人回想起17年前大阿格里皮娜携带丈夫骨灰的情形。大阿格里皮娜的骨灰盒至今仍然存在（CIL VI, 886）。
大理石碑文上写着：
```
 "OSSA
  AGRIPPINAE M AGRIPPAE F
  DIVI AVG NEPTIS VXORIS
  GERMANICI CAESARIS
  MATRIS C CAESARIS AVG
  GERMANICI PRINCIPIS"
```

译文：“阿格里皮娜的骨骸；马库斯·阿格里帕的女儿，神圣奥古斯都的孙女，日耳曼尼库斯·凯撒的妻子，皇帝盖乌斯·凯撒·日耳曼尼库斯的母亲。”

## 个性
大阿格里皮娜是一位极具独立性的女性，这一特质与她的母亲相似。迪奥描述她有与她的血统相匹配的野心。然而，安东尼·A·巴雷特指出，大阿格里皮娜充分意识到，在古罗马，女性无法自己掌握权力。因此，阿格里皮娜效仿莉薇亚，推动她的孩子们获取权力。
她和她的女儿，小阿格里皮娜，都雄心勃勃地渴望他们的儿子成就大业。然而，大阿格里皮娜的儿子未能成为皇帝，而小阿格里皮娜的儿子，尼禄，成功登上了皇位。塔西佗曾对比过两者，记载大阿格里皮娜只是站在桥上向路过的士兵挥手，而她的女儿则在军事法庭上主持并接受外国大使的礼物。
塔西佗还记录了大阿格里皮娜与莉薇亚之间的严重紧张关系。他描述莉薇亚对大阿格里皮娜施以“继母般的挑衅”。他这样评价大阿格里皮娜：“如果不是因为她的道德正直和对丈夫的爱，她那本不可控的脾气就会走向邪路”（塔西佗，《编年史》1.33）。尽管对她作为帝国压迫下的受害者表示同情，他依然用“易激动”、“傲慢”、“自豪”、“凶狠”、“固执”和“野心勃勃”等词来描述大阿格里皮娜。其他史料也有类似的评论。

## 史料编纂
历史学家林赛·鲍威尔认为大阿格里皮娜享有正常的婚姻生活，并在日耳曼尼库斯去世后继续表现出对他的忠诚。他引用塔西佗的话说，罗马人视她为“国家的荣耀，奥古斯都唯一的幸存后裔，仅存的美好旧时代楷模。”
理查德·阿尔斯顿对拒绝从字面意义上接受大阿格里皮娜与西扬努斯之间纷争的故事，因为这些描述反映了对提比略和西扬努斯不利的传统观点。这些故事可能是由阿格里皮娜的支持者传播的，或者可能是在西扬努斯公元31年倒台后出现的。他补充说：“这些故事尽管是合理的，但不一定是真的。”

### 苏埃托尼乌斯
在《罗马十二帝王传》中，奥古斯都对大阿格里皮娜感到自豪。苏埃托尼乌斯声称奥古斯都曾写信赞扬她的智慧并指导她的教育。苏埃托尼乌斯还记录说，奥古斯都严格遵循高度自我节制和保持言行体面的准则，他警告大阿格里皮娜不要发表“冒犯性”言论。她曾被提比略用希腊语斥责，因为她发表了令人恼火的评论，提比略引用的希腊诗句暗示她应该听从祖父的建议，不要说冒犯性话语。

### 塔西佗
在《编年史》中，塔西佗讲述了自奥古斯都去世以来的儒略-克劳狄王朝历史。在其中，他描绘了女性对政治的深远影响。特别是皇室女性在公共领域的显著地位以及她们追求这一地位的凶猛和野心。塔西佗表示，她们通常比皇室男性活得更久，因此随着年龄的增长会变得更加明智。在他对大阿格里皮娜的描述中，占最大比重的强调了她与奥古斯都的血缘关系，光是这点，她就有足够的资本与提比略竞争影响力。
塔西佗曾举一例来暗示大阿格里皮娜具有贵族男性的品质。在这个例子中，大阿格里皮娜女扮男装，并行使男性的权威（拉丁語：auctoritas）：
| Sed femina ingens animi munia ducis per eos dies induit militibusque, ut quis inops aut saucius, vestem et fomenta dilargita est. tradit C. Plinius, Germanicorum bellorum scriptorum, stetisse apud principium po[n]ti[s], laudes et grates reversis legionibus habentum | “但在那几天里，一位心灵伟大的女性穿上了都督的装束，并向需要或受苦的士兵分发衣物或绷带。盖乌斯·普林尼乌斯，日耳曼战争的编年史家，记录她站在桥头，对归来的军团表示祝贺和感谢。” ——塔西佗，1.69.1 |
| | —L'Hoir 2006，第136–7頁 |

使用上述绰号，“拉丁語：”（“一位拥有强大勇气的女性”），他将大阿格里皮娜描述为一位傲慢的人物，因而热衷于插手男性事务。他认为她在公元14年平息莱茵河叛乱的行为违背了自然法则，篡夺了她丈夫的权力，这只属于将军的权力。

## 肖像作品

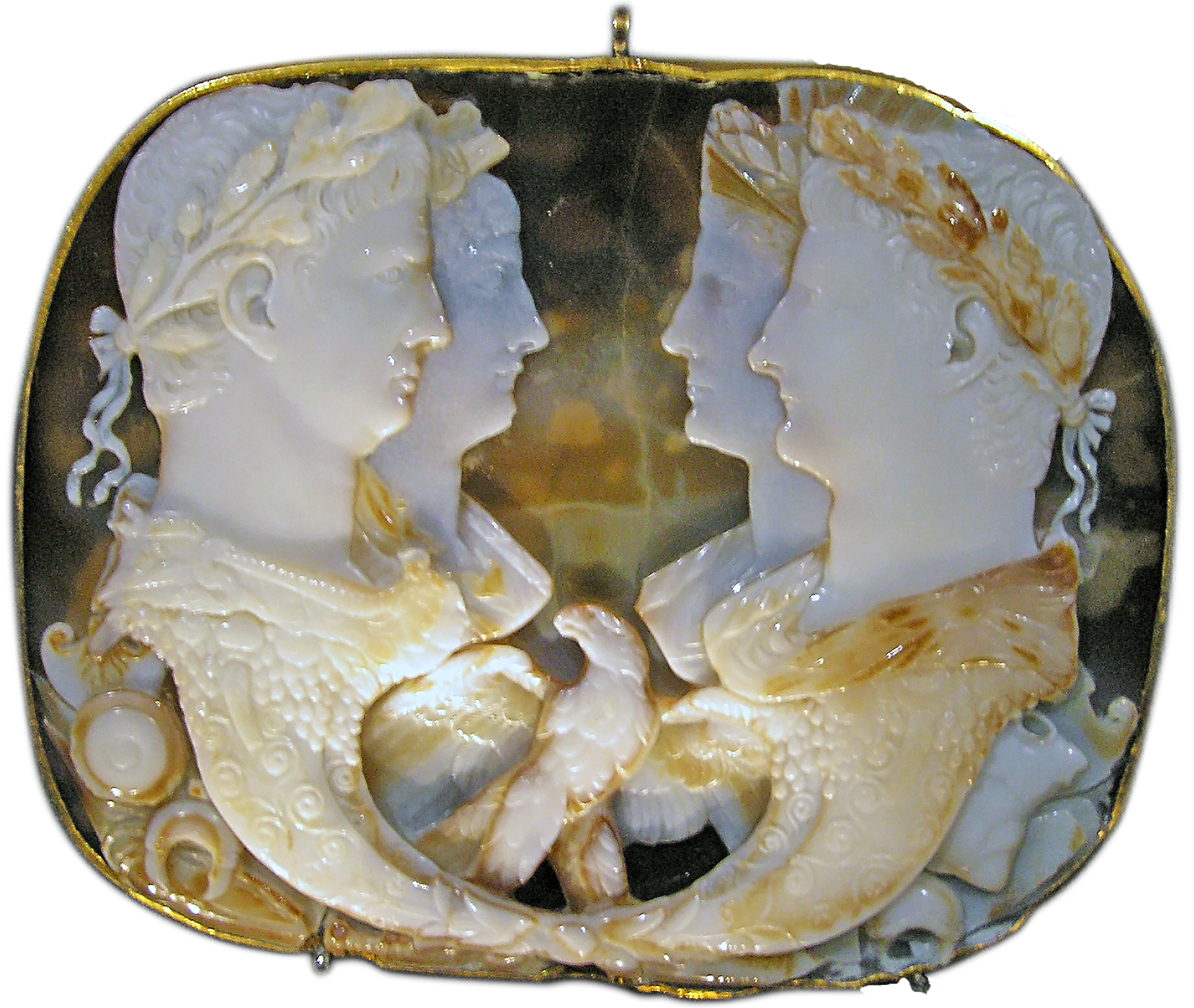
《克劳迪亚宝石》（公元50年），描绘了克劳狄乌斯（前左）、小阿格里皮娜（后左）、日耳曼尼库斯（前右）和大阿格里皮娜（后右）

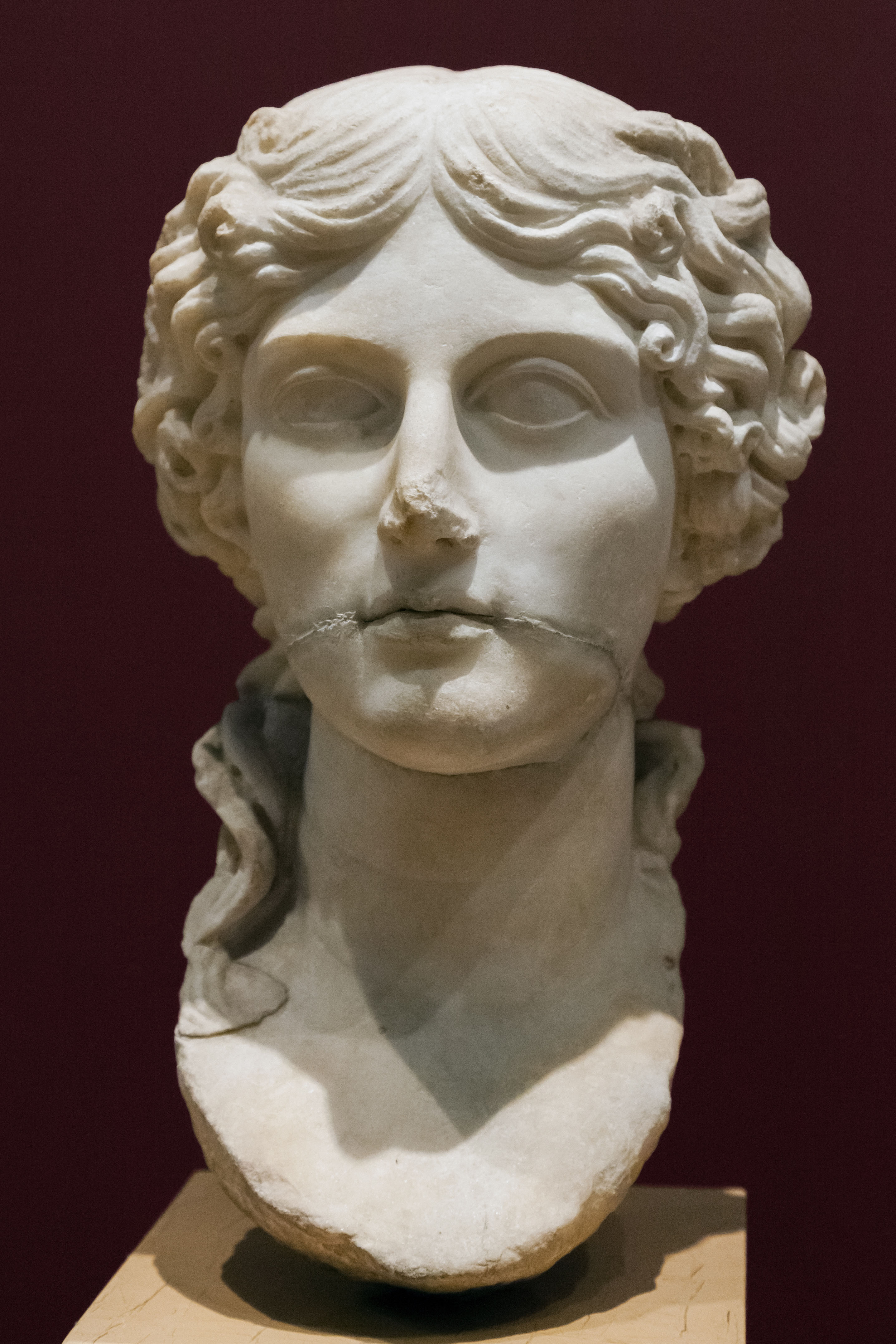
大阿格里皮娜的大理石半身像，伊斯坦布尔考古博物馆

大阿格里皮娜的肖像艺术反映了儒略-克劳狄王朝时期罗马女性的形象特征，显示出比传统罗马男性更自由的发型处理，和更为精细的纹理刻画。这些风格上的变化使得她的形象在公元一世纪中叶更受欢迎，并被广泛复制。在肖像中，尽管大阿格里皮娜已经到了中年，她依然被赋予了年轻的面庞。她的头发呈大量卷曲，覆盖了头部的两侧，并垂至肩部。她的肖像与采用更严肃的奥古斯都时代发型的莉维娅形成了对比。
大阿格里皮娜的肖像大多制作于公元一世纪的三个不同的时期：她与日耳曼尼库斯结婚时（这使她成为潜在皇帝的母亲）；她的儿子卡利古拉公元于37年掌权时，从潘达塔里亚岛回收她的骨灰并将其移至奥古斯都陵墓；以及克劳狄乌斯与小阿格里皮娜结婚时，克劳狄乌斯试图通过唤起大阿格里皮娜的形象来与奥古斯都的血统联系起来。她的肖像发型在硬币和铭文上保持不变，所以很难通过这些辨识她年龄。
卡利古拉时代制作的肖像最容易识别，那时铸造了许多带有他母亲形象的硬币。这是她去世后的理想化肖像。在克劳狄乌斯结婚后的阶段，她的面部特征被修改得更接近她的女儿。这样做的目的是加强小阿格里皮娜与她母亲的联系。最后，提比略时代的肖像虽然仍然是理想化的，但没有卡利古拉时代那么夸张。这一时期的大阿格里皮娜肖像是最逼真的。

## 文化影响
大阿格里皮娜是罗马帝国时期为数不多的几位在后世作为道德典范被反复讲述的女性之一。她将丈夫骨灰带回安葬的故事在十八世纪的画家中非常流行，涉猎该主题的画家包括约瑟夫·马洛德·威廉·透纳、加文·汉密尔顿和本杰明·韦斯特。其中本杰明·韦斯特的画作《阿格里皮娜携日耳曼尼库斯的骨灰在布林迪西登陆》（1768年）开启了这一潮流。
她还被记载在佛罗伦萨作家乔万尼·薄伽丘的《杰出女性传》中，这是一部1361-62年编写的历史和神话女性传记集。值得注意的是，本书是西方文学中第一部专门致力于女性传记的作品。其它重要作品包括：
- 《阿格里皮娜哀悼日耳曼尼库斯的骨灰》（1775年），苏格兰画家《亚历山大·朗希曼（英语：Alexander Runciman）》的蚀刻版画。[64]
- 《凯撒家族（英语：The Caesars (TV series)）》（1968年），菲利普·麦基（英语：Philip Mackie）为ITV格拉納達制作的电视剧。阿格里皮娜由卡罗琳·布莱克斯顿（英语：Caroline Blakiston）饰演。
- 《我，克劳狄乌斯（英语：I, Claudius (TV series)）》（1976年），杰克·普尔曼（英语：Jack Pulman）为BBC制作的电视剧。阿格里皮娜由菲奥娜·沃克（英语：Fiona Walker）饰演。[65]